# Porocharaceae
Porocharaceae, porodica fosilnih parožina u redu Charales. Postoji 47 priznatih vrsta unutar 7 rodova.

## Rodovi
Cuneatochara L.Ya.Saidakovsky 1 vrsta
1. Minhechara Z.X.Wei     1 vrsta
2. Musacchiella Feist & Grambast-Fessard     1 vrsta
3. Paracuneatochara Zhen Wang     6 vrsta
4. Porochara K.Mädler     26 vrsta
5. Pseudolatochara Zhen Wang  4 vrste
6. Stellatochara H.Horn af Rantzien    7 vrsta
7. Stomochara L.Grambast  1 vrsta